# King Kong

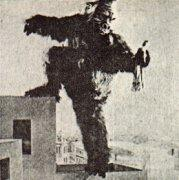
Eine an King Kong erinnernde Szene, vermutlich aus dem verschollenen Film Wasei Kingu Kongu von 1933

King Kong ist ein fiktiver Menschenaffe monumentalen Ausmaßes. King Kong war das erste Ungeheuer, das für den Film erfunden und nicht aus Literaturvorlagen adaptiert wurde. Das Original, das 1933 unter dem Titel King Kong und die weiße Frau von Merian C. Cooper und Ernest B. Schoedsack produziert wurde, gilt als Meilenstein der Filmgeschichte im Stil von Die verlorene Welt (1925), der acht Jahre zuvor die Ära der Spezialeffekte einläutete. Seitdem entstanden zahlreiche, sowohl offizielle als auch inoffizielle Neuverfilmungen, Fortsetzungen, Adaptionen und Parodien des Stoffs.

## Geschichte

### Anfänge und Produktion des Originals
Die Geschichte von King Kong basiert auf zwei Ideen; zum einen auf dem unvollendeten Film Creation von Harry Hoyt und Willis O’Brien, zum anderen auf einem Drehbuch-Entwurf von Merian C. Cooper und Ernest B. Schoedsack. Einige Quellen verweisen auch auf eine Serie aus dem Jahr 1929 namens The King of the Kongo, die sowohl im Namen als auch in der Handlung viele Ähnlichkeiten zur Vorlage von King Kong hat.

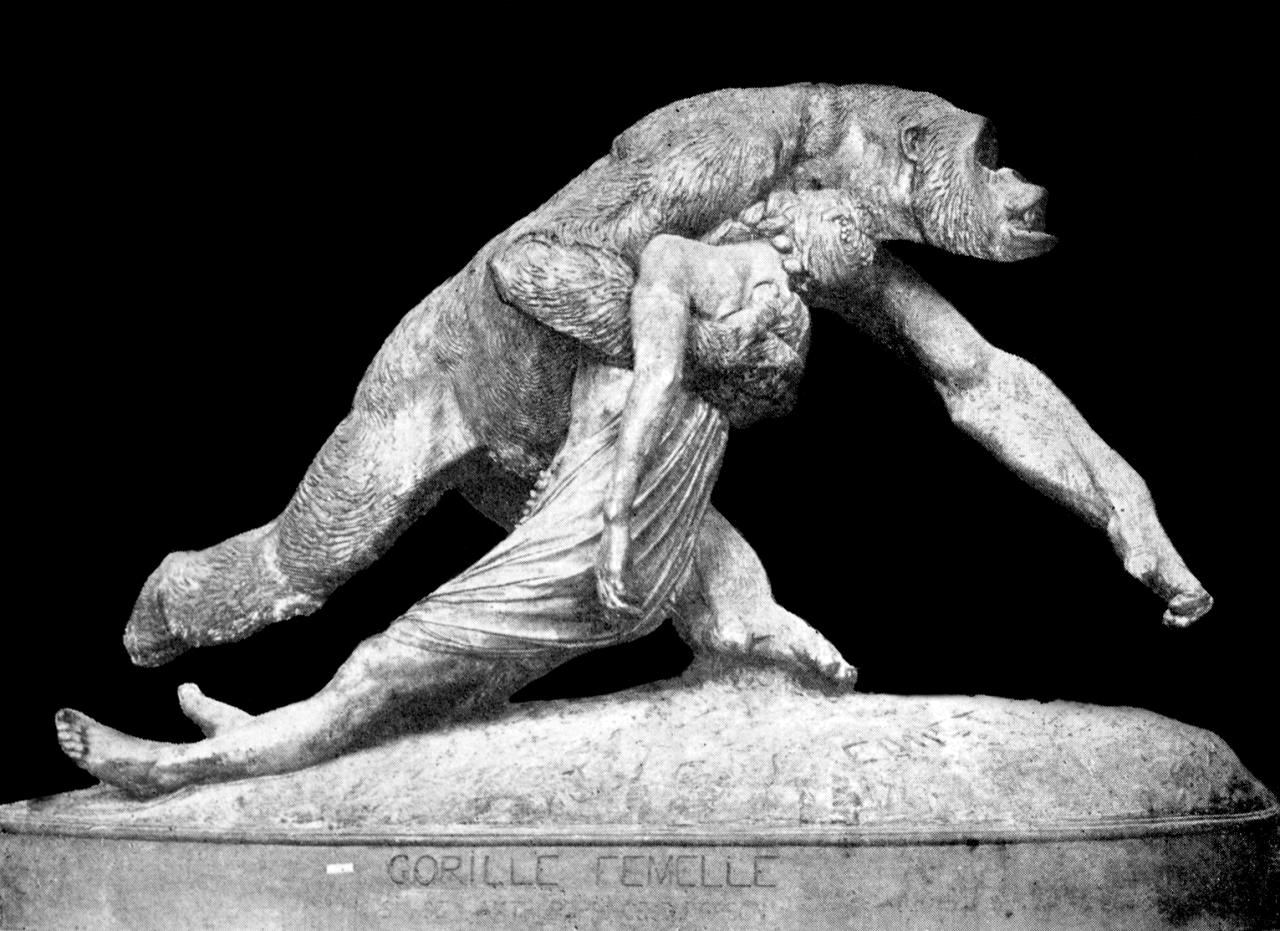
Frémiet, Gorille enlevant une négresse 1859

 Als eine Inspiration gelten Skulpturen des französischen Bildhauers Emmanuel Frémiet, der 1859 und 1887 einen Gorilla schuf, der eine Menschenfrau verschleppt. Die Ausstellung der ersten Fassung löste einen erheblichen Skandal aus.
Merian C. Cooper war es schließlich, der das Potential der Einzelbildbelichtung O’Briens in den Sequenzen aus Creation erkannte und den Autor Edgar Wallace mit dem Schreiben eines Drehbuchs beauftragte – zu diesem Zeitpunkt noch unter dem Arbeitstitel Die Bestie (engl. The Beast). Da Wallace jedoch verstarb, bevor er das Drehbuch beginnen konnte, übernahm Schoedsacks Ehefrau Ruth Rose diese Aufgabe. Nach den Angaben im Buch David O. Selznicks Hollywood von Roland Haver (deutsch erschienen bei Rogner & Bernhard, 1982) hat Wallace – auf Betreiben der Produktionsgesellschaft – noch an der ersten Fassung des Drehbuchs gearbeitet, doch da Cooper nicht mit dessen Arbeit zufrieden war, gab es zwischen ihnen ein „Gentlemen’s Agreement“, nach dem Wallace dennoch als Autor im Vorspann genannt werde (was zu der Legende führte, dass Wallace der Erfinder von King Kong sei). Vor der Uraufführung des Films im Jahr 1933 erschien 1932 in New York der gleichnamige Roman von Delos W. Lovelace, der sich am Film orientiert.
Um der angeschlagenen Produktionsfirma RKO Pictures Kosten zu sparen, wurden Kulissen des Schoedsack-Films Graf Zaroff – Genie des Bösen (1932) sowie anderer Filme wiederverwendet. Die Palisade und das große Tor, das in der ersten King-Kong-Verfilmung das Eingeborenendorf schützt, wurde ebenfalls wiederverwendet und schließlich während der Dreharbeiten zum Klassiker Vom Winde verweht verbrannt. RKO Pictures konnte durch den für die damalige Zeit immensen Einspielerfolg saniert werden. Noch im selben Jahr entstand die Fortsetzung King Kongs Sohn (The Son of Kong), ebenfalls unter der Regie von Ernest B. Schoedsack.

### Mighty Joe Young
Im Jahr 1949 drehte das Team Cooper (Produktion, Drehbuch) und Schoedsack (Regie) gemeinsam mit einem Großteil der an King Kong und die weiße Frau beteiligten Crew einen weiteren Film mit einem Riesenaffen als Protagonisten. Er wurde in Deutschland unter dem Titel Panik um King Kong (Mighty Joe Young) vermarktet, obwohl es keine offizielle King-Kong-Produktion war. Mit Mighty Joe Young setzte ein weiterer Riesenaffenfilm einen tricktechnischen Meilenstein. An der Seite von Stop-Motion-Pionier Willis O’Brien wirkte hier der junge Ray Harryhausen erstmals an einer großen Produktion mit. Die Tricktechnik des Films wurde 1950 mit dem Oscar honoriert. 1998 wurde der Film von Ron Underwood neuverfilmt (Mein großer Freund Joe).

### Japanische Filme

#### Frühe, inoffizielle King-Kong-Imitate
Etwa ein halbes Jahr nach der Premiere von King Kong und die weiße Frau wurde in Japan ein Kurzfilm von Torajiro Saito unter dem Titel Japanischer King Kong (和製キングコング, Wasei Kingu Kongu) gedreht. Produziert wurde er von der Firma, die King Kong und die weiße Frau im Auftrag von RKO Pictures in Japan veröffentlichte. Ob der Kurzfilm mit Erlaubnis der Rechteinhaber gedreht und aufgeführt wurde, ist heute unklar. Auch sonst ist wenig über die Produktion bekannt. Die Filmrollen selbst gingen während des Zweiten Weltkriegs verloren und sind bis heute verschollen.
Der 1938 gedrehte, ebenfalls verschollene Film King Kong erscheint in Edo (江戸に現れたキングコング, Edo ni Arawareta Kingu Kongu) wurde ohne den Erwerb der Rechte produziert. Er gilt jedoch als wegweisender Film des japanischen Kaiju-Genres. Das verwendete Affenkostüm wurde von Fuminori Ohashi entworfen, der Jahre später das erste Godzilla-Kostüm entwarf.

#### Adaption der Figur durch Toho
Die japanischen Tōhō-Studios produzierten in den 1960er-Jahren mit Erlaubnis der RKO zwei King-Kong-Filme. Unter der Regie von Ishirō Honda, der 1954 den ersten Godzilla-Film gedreht hatte, entstand der Monsterfilm King Kong vs. Godzilla (キングコング対ゴジラ, Kingu Kongu Tai Gojira), der in Deutschland unter dem Titel Die Rückkehr des King Kong veröffentlicht wurde. King Kong erschien in diesem Film erstmals in Farbe. Die Figur wurde dem japanischen Kaiju-Genre angepasst. King Kong wurde deutlich größer dargestellt als im amerikanischen Original, um den Dimensionen von Godzilla zu entsprechen, und erhielt außerdem eine für diese Filme typische, übernatürliche Fähigkeit (Powerwaffe). So ist es King Kong in dem Film möglich, sich elektrisch aufzuladen und seinen Gegnern Elektroschocks zuzufügen.
1967 erschien die zweite offizielle Tōhō-Adaption der King-Kong-Figur unter dem Titel King Kong Escapes (auch King Kong's Counterattack, キングコングの逆襲, Kingu Kongu no Gyakushū), die jedoch inhaltlich in keiner Verbindung zur ersten Produktion oder dem Original steht. King Kong muss sich in diesem Film unter anderem eines mechanischen Abbilds erwehren, des Mechani Kong (メカニコング, Mekanikongu). In Deutschland erschien der Film unter dem Titel King Kong – Frankensteins Sohn. Der deutsche Verleih wollte damit suggerieren, dass es sich um eine Fortsetzung des seinerzeit erfolgreichen japanischen Monsterfilms Frankenstein – Der Schrecken mit dem Affengesicht handele, was jedoch nicht der Fall war. Wegen des Erfolgs von King Kong – Frankensteins Sohn wurden in den folgenden Jahren wiederum diverse Filme der Godzilla-Reihe in Deutschland als Fortsetzungen beworben, wobei aber keiner dieser Filme die Figur King Kong mehr beinhaltete.

### Zwei Neuverfilmungen von Guillermin und Jackson
1975 erwarb der italienische Produzent Dino De Laurentiis die Rechte für eine Neuverfilmung des Originals. Die Regie des Projekts übernahm John Guillermin. Die Zuschauer, die sich ähnlich bahnbrechende Neuerungen in der Tricktechnik erhofft hatten, wie sie King Kong und die weiße Frau seinerzeit zu bieten hatte, wurden enttäuscht. Eine von Carlo Rambaldi entworfene, 12 Meter große und über 6,5 Tonnen schwere mechanische King-Kong-Figur, die über 1,7 Millionen Dollar kostete, entpuppte sich während der Dreharbeiten als kaum bedienbar und war in der Endfassung des Films zusammengerechnet nur etwa 15 Sekunden zu sehen. Auch manche Kritiker hielten den Film für eine enttäuschende Mogelpackung, während ihn andere für eine atmosphärisch dichte Story, ein ansprechendes, bisweilen ironisches Drehbuch und starke Darsteller lobten. Besonders die bis dahin unbekannte Jessica Lange konnte sich auszeichnen und startete anschließend eine erfolgreiche Filmkarriere. Entgegen weit verbreiteter Ansicht war der Film kein finanzieller Flop. Er spielte rund das Dreifache der Produktionskosten ein. Die zehn Jahre später ebenfalls von Guillermin gedrehte Fortsetzung King Kong lebt hingegen fiel sowohl bei Filmkritikern als auch an den Kinokassen durch.
Die zweite Neuverfilmung des Originals, die unter der Regie von Peter Jackson entstand und im Jahr 2005 in die Kinos kam, war im Vorfeld aufgrund eines gigantischen Budgets und der scheinbar unbegrenzten Möglichkeiten der modernen Tricktechnik mit Spannung erwartet worden, und anders als bei Guillermins Verfilmung konnten die Erwartungen des Publikums diesbezüglich erfüllt oder sogar übertroffen werden. Die Handlung des Films, in dem Computeranimationen einen breiten Raum einnehmen, wurde um verschiedene Kreaturen wie überdimensionale Insekten und verschiedene Dinosaurier erweitert. Während der Film von Kritik und Publikum überwiegend positiv bis begeistert aufgenommen wurde, bemängelten einige, dass das Trickspektakel und nicht die Handlung im Mittelpunkt stehe.

## Mediographie

### Filmografie
- 1933: King Kong und die weiße Frau; Originalverfilmung von Merian C. Cooper
- 1933: King Kongs Sohn; Fortsetzung von King Kong und die weiße Frau
- 1949: Panik um King Kong
- 1962: Die Rückkehr des King Kong; King Kong erscheint in einer japanischen Tōhō-Produktion gemeinsam mit Godzilla
- 1967: King Kong – Frankensteins Sohn; zweite Adaption der Figur durch Tōhō, erneut von dem Regisseur Ishirō Honda
- 1976: King Kong, Neuverfilmung des Originals von 1933, von John Guillermin mit Jessica Lange
- 1986: King Kong lebt, Fortsetzung der Neuverfilmung von John Guillermin mit Linda Hamilton
- 2005: King Kong, die zweite Neuverfilmung des Originals von Peter Jackson, gedreht in Neuseeland.
- 2017: Kong: Skull Island, ein Reboot des King Kong Franchise unter Regie von Jordan Vogt-Roberts. Der Film bildet einen Teil der von Legendary Pictures gestarteten MonsterVerse-Filmreihe, die 2014 mit dem Film Godzilla begonnen hat.
- 2021: Godzilla vs. Kong, Kongs zweiter Auftritt im MonsterVerse unter der Regie von Adam Wingard.
- 2024: Godzilla × Kong: The New Empire, der dritte Monsterverse Film mit Kong, erneut führte Adam Wingard Regie.

### Musical und Theater
- 1959: King Kong; Musiktheater von Todd Matshikiza sowie Pat Willams und Harry Bloom
- 1994: Die zweite Misses Kong; Musical von Harrison Birtwistle, Theaterstück für das Opernfestival von Glyndeboume
- 2009: Kong; Theatermonolog von Klaus Fehling, Uraufführung 2009 in Köln
- 2009: King Kong; Musical von Paul Graham Brown & James Edward Lyons, Uraufführung Kleines Theater Berlin, 2009
- 2013: King Kong (Melbourne-Fassung), Musical von Marius de Vries (Musik), Michael Mitnick und Craig Lucas (Liedtexte), Craig Lucas (Buch)
- 2018: King Kong (Broadway-Version von 2013), Musical von Marius de Vries (Musik), Eddie Perfect (Liedtexte), Jack Thorne (Buch)

### Computerspiele und interaktive Medien
- 1982: King Kong; für Atari 2600
- 2005: Peter Jackson’s King Kong; versch. Plattformen
- 2005: Kong: The 8th Wonder of the World; für Game Boy Advance
- 2023: Skull Island: Rise of Kong

## Dokumentation
- King Kong. Monster und Mythos. Regie: Laurent Herbiet, ARTE F, Frankreich, 61 Minuten, 2024